# Friedrich Strampfer

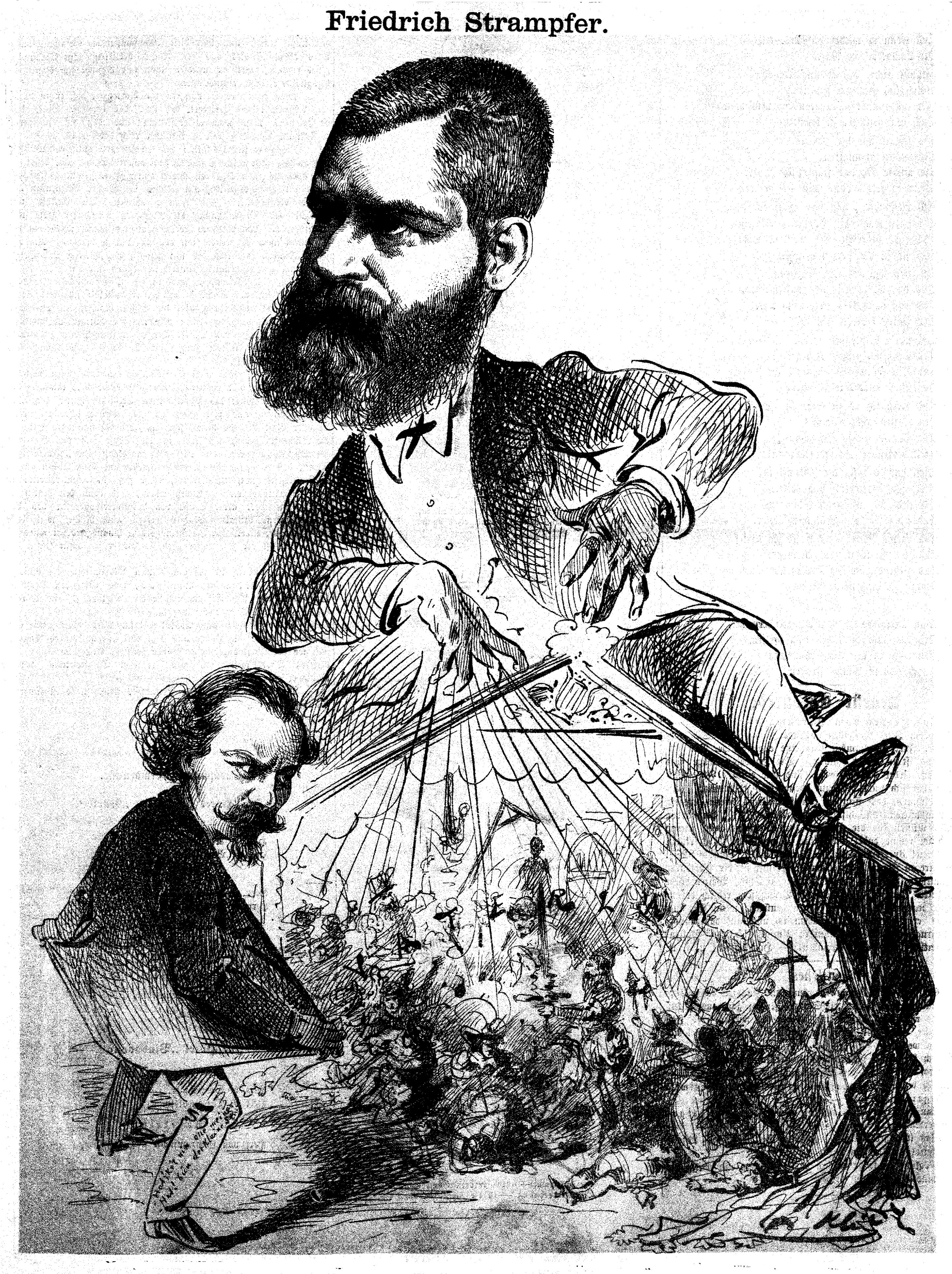
Eine Karikatur von Friedrich Strampfer (oben) mit seinem Stellvertreter Maximilian Steiner (links unten), gezeichnet von Karl Klietsch im Jahre 1869.

Friedrich Strampfer (* 23. Mai 1823 in Grimma, Königreich Sachsen; † 8. April 1890 in Graz) war ein österreichischer Theaterschauspieler, -regisseur und -leiter.

## Leben
Als Schauspieler war Friedrich Strampfer, Sohn des Schauspielers Heinrich Strampfer, nach Anfängen in der Provinz auf Empfehlung von Carl von La Roche bzw. Ottilie von Goethe von 1843 bis 1845 in Weimar tätig. Dort heiratete er auch die Primadonna des Hoftheaters Anna von Ottenburg. Der Großherzog erklärte die Ehe für ungültig (sie war katholisch, er war protestantisch) und untersagte dem Paar den Aufenthalt in Weimar. Daraufhin begab sich auf Wanderschaft und gehörte auch 1847/48 dem Hofburgtheater an. 1849 konnte er die Leitung des deutschen Theaters in Triest übernehmen. Von 1852 bis 1862 leitete er das Operntheater in Temeswar (Banat). Ab 1857 war er wiederum für Triest und außerdem für das Stadttheater in Laibach zuständig.
Noch in Temeswar entdeckte Strampfer die Diva Josefine Gallmeyer. 1862 ging er nach Wien und leitete bis 1869 das Theater an der Wien. Dort machte er sich mit der Inszenierung der Operetten von Jacques Offenbach einen Namen. 1870 erwarb er das Theater unter der Tuchlauben, welches bis 1874 als Strampfer-Theater bekannt war. Dort feierten u. a. Alexander Girardi, Karl Blasel, Friedrich Mitterwurzer und Marie Geistinger große Erfolge. In der Saison 1873/1874 leitete er zugleich auch das Deutsche Theater Budapest 1878 wurde Strampfer Direktor der Komischen Oper (Ringtheater) und leitete gleichzeitig auch das Carltheater. Der Ringtheaterbrand 1881 führte ihn in den Konkurs. Darauf wanderte er in die USA aus. 1888 kam Strampfer wieder nach Wien zurück und ließ sich als Schriftsteller nieder. Im darauf folgenden Jahr wurde er zum Leiter einer Schauspielschule in Graz ernannt. 1955 wurde die Strampfergasse in Wien-Hietzing nach ihm benannt.